# 航天测控装备博物馆
航天测控装备博物馆，位于中国陕西省渭南市桥南镇，隶属中国西安卫星测控中心，是中国第一家航天测控装备博物馆。

## 历史
1967年6月23日，中国西安卫星测控中心的前身卫星地面测量部在陕西省渭南地区渭南县桥南公社（今渭南市桥南镇）成立，隶属中国人民解放军第二十训练基地。1995年6月迁至西安市。
2009年10月14日，上级领导视察中国西安卫星测控中心时指出，应当建立航天测控装备博物馆。数日后，在中国西安卫星测控中心主任董德义、党委书记张胜勤的主持下，博物馆建设工作启动。
2010年6月12日，航天测控装备博物馆正式开馆。航天测控装备博物馆是爱国主义教育示范基地、国防教育基地、航天知识科普教育基地。

## 展览
航天测控装备博物馆位于渭南市桥南镇的中国西安卫星测控中心原址上，利用中国西安卫星测控中心过去的控制计算楼、通信楼、油机房（当年分别被称为101、102、103大楼）等建筑建成。
航天测控装备博物馆大门内是毛泽东的题词“我们也要搞人造卫星”。沿台阶而上，正前方墙上有航天测控精神“爱国奉献、求实创新、精测妙控、艰苦奋斗、团结协作、勇攀高峰”。
博物馆占地面积约88亩（10000多平方米），分为7个展区：测控装备展区、通信装备展区、气象装备展区、回收装备展区、车载装备展区、教材成果展区、天线展区。开馆初期，馆藏展品2850台（套），其中有为迎接航天员杨利伟返回地球时使用的搜救和医监医保装备、神舟六号载人航天飞船返回舱等等。测控装备展区第二展厅是当年的320机房，320计算机仍在原处，320计算机是中国自行研制生产的第二代大型晶体管计算机，被张爱萍誉为“功勋机”。博物馆播放专题片《巡天之剑》。
航天测控装备博物馆有巨石题有碑文：
中国航天测控的发祥地
 
1967年6月，西安卫星测控中心在陕西省渭南县桥南公社正式组建，1995年6月迁至西安。在桥南的28年间，中心圆满完成了我国第一颗人造地球卫星、第一颗返回式科学试验遥感卫星、第一颗地球同步通信卫星等45次重大科研试验任务，培养了一支技术水平高、攻关能力强的航天测控队伍，锻造了“爱国奉献、求实创新、精测妙控、艰苦奋斗、团结协作、勇攀高峰”的航天测控精神。2010年6月，西安卫星测控中心航天测控装备博物馆在原控制计算楼和通信楼建成。
桥南，这片创造过辉煌业绩的神奇土地，是中国航天测控事业的发祥地。
西安卫星测控中心
 
二〇一〇年六月